# Sárospatak
Sárospatak (in slovacco Šarišský Potok, in tedesco  Patak am Bodrog) è una città dell'Ungheria, nella contea di Borsod-Abaúj-Zemplén.

## Geografia fisica
Sorge sul fiume Bodrog, ai piedi delle alture di Hegyalja: si estende su una superficie di 100,5 km² e nel 2001 contava 17 995 abitanti (179 per km²).

## Storia
Popolata sin dai tempi antichi, Sárospatak ottenne lo status di città nel 1201 dal re Emerico d'Ungheria; Andrea II il Gerosolimitano vi fece edificare il castello dove sua moglie Gertrude diede alla luce la figlia Elisabetta, futura santa.
Sotto l'imperatore Sigismondo assurse al rango di città libera dell'Impero.
Oggi è un'importante meta turistica.

## Galleria d'immagini

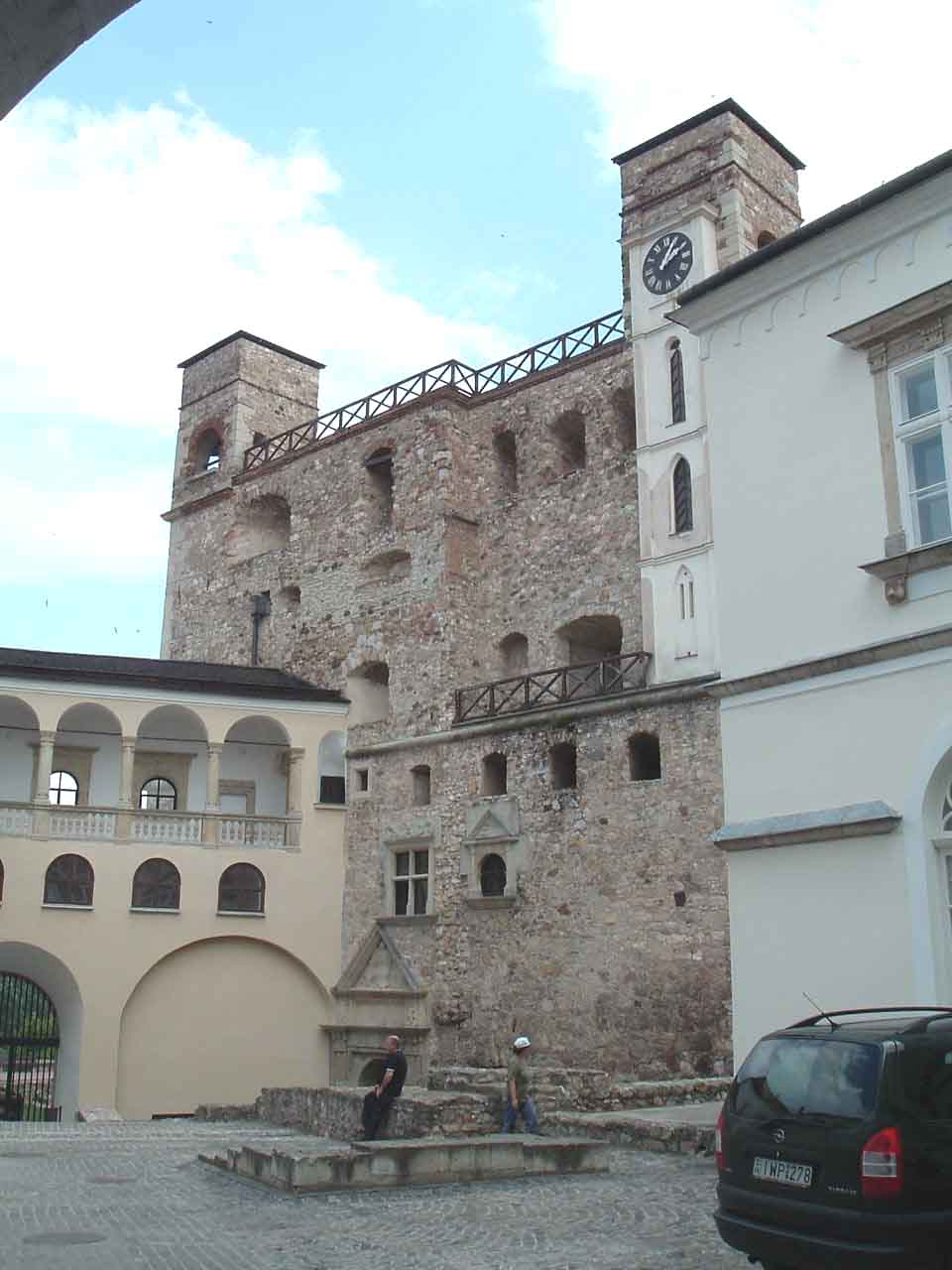
La torre rossa del castello